# グラフィティ・ソウル
『グラフィティ・ソウル』(Graffiti Soul)は、イギリスのロックバンド、シンプル・マインズの15枚目のアルバム。2009年5月25日にリリース。全英10位を記録し、アルバムが全英チャートトップ10以内にランクインするのは1995年リリースの『グッド・ニュース・フロム・ザ・ネクスト・ワールド』以来となった。デラックス・エディションも発売され、ボーナス・トラックとカバー曲を収録したボーナス・ディスクを付属。

## 収録曲
1. "Moscow Underground" - 5:01
2. "Rockets" - 4:36
3. "Stars Will Lead the Way" - 3:26
4. "Light Travels" - 4:12
5. "Underneath the Ice" - 4:45
6. "Kiss and Fly" - 5:01
7. "Graffiti Soul" - 4:48
8. "Blood Type 0" - 3:49
9. "This Is It" - 4:55

### デラックス版ボーナス・トラック
1. "Shadows and Light" - 2:56
2. "Rockin' in the Free World" (Neil Young) - 4:17

### デラックス版ボーナス・ディスク
- "Rockin' in the Free World" - 4:17
- "A Song from Under the Floorboards" (Magazine) - 4:39
- "Christine" (Siouxsie and the Banshees) - 3:13
- "(Get A) Grip (On Yourself)" (The Stranglers) - 3:53
- "Let the Day Begin" (The Call) - 3:02
- "Peace, Love and Understanding" (Nick Lowe) - 3:34
- "Teardrop" (Massive Attack) - 5:33
- "Whiskey in the Jar" (Thin Lizzy) - 4:00
- "Sloop John B" (The Beack Boys) - 4:35

## 参加ミュージシャン
- ジム・カー - ボーカル
- チャーリー・バーチル - ギター、キーボード
- メル・ゲイナー - ドラムス
- エディ・ダフィー - ベースギター

### その他ミュージシャン
- アンディ・ギレスピー - キーボード
- ジェズ・コード - ギター、キーボード